# Schizophora
Schizophora es un género de foraminífero bentónico considerado un sinónimo posterior de Vulvulina de la subfamilia Vulvulininae, de la familia Spiroplectamminidae, de la superfamilia Spiroplectamminoidea, del suborden Spiroplectamminina y del orden Lituolida. Su especie tipo era Schizophora neugeboreni. Su rango cronoestratigráfico abarca desde el Eoceno hasta la Actualidad.

## Discusión
Clasificaciones previas incluían Schizophora en el suborden Textulariina del Orden Textulariida, o en el orden Lituolida sin diferenciar el suborden Spiroplectamminina.

## Clasificación
Schizophora incluía a las siguientes especies:
- Schizophora capreolus, aceptado como Vulvulina capreolus
- Schizophora haeringensis, aceptado como Vulvulina haeringensis
- Schizophora neugeboreni